# Hans Hanke (Mediziner)
Hans Karl Edward Hanke (* 2. Juli 1903 in Siar (Neuguinea); † 1985) war ein deutscher Mediziner.

## Leben
Hanke wurde als Sohn des Missionars K. A. Hanke und seiner Frau Johanna (geb. Heider) auf der Insel Siar geboren. Er studierte nach dem Abitur Ostern 1922 am Gymnasium Gütersloh von 1922 bis 1927 in Berlin und Tübingen Medizin. Er spezialisierte sich auf Chirurgie, was auch sein Forschungs- und Arbeitsschwerpunkt wurde. Nach der Habilitation an der Albert-Ludwigs-Universität Freiburg 1935 wurde zuerst Dozent für Chirurgie und später außerplanmäßiger Professor in Freiburg im Breisgau 1944. Er war nach dem Zweiten Weltkrieg kommissarischer Chefarzt der II. chirurgischen Abteilung am Allgemeinen Krankenhaus St. Georg, gleichzeitig arbeitete er an der Chirurgische Universitätsklinik und -Poliklinik und lehrte als außerplanmäßiger Professor für Chirurgie an der Universität Hamburg.
Er zog nach Stockholm. 1938 heiratete er die Schwedin Maj Ester Hanke (geb. Jansson). Das Paar hatte drei Kinder.
Sein weiterer Lebensweg ist unklar.
Zweier seiner Forschungsschwerpunkte waren die Auswirkungen von Vitamin C auf den Körper und die Organe und die Zufuhr bestimmter Pharmaceutica wie Morphin, Pilocarpin oder Coffein auf den Körper.

## Schriften
- Innere Sekretion und Chirurgie. Springer Verlag, Heidelberg 1937, OCLC 958569374.
- Das subdurale Hämatom. Springer Verlag, Berlin 1939, OCLC 64978827.
- Vitamine und Chirurgie. G. Thieme, Leipzig 1943, OCLC 716473792.
- Über 50 wissenschaftliche Veröffentlichen in verschiedenen Zeitschriften[10]